# Murailles de Séville
Les murailles urbaines de Séville sont les fortifications qui entouraient le centre historique de la ville andalouse de Séville (Espagne) depuis l'époque romaine et dont le tracé fut remodelé le long de l'histoire de la ville, notamment durant les dominations wisigothique, almoravide et almohade puis durant la Reconquista (la reconquête de la péninsule Ibérique par les souverains chrétiens). Elles subsistèrent jusqu'au XIXe siècle avant d'être quasi entièrement détruites après la révolution de 1868. Certains pans subsistent, principalement le long de la limite nord du quartier de San Gil et à proximité de l'Alcázar. Pour accéder à l'intérieur des murailles, jusqu'à dix-neuf portes et guichets existèrent. On n'en retrouve que quatre dans la Séville du début du XXIe siècle : la porte de la Macarena (appelée également arc de la Macarena), la porte de Cordoue, le guichet de l'Huile (postigo del Aceite) et le guichet de la Tour de l'Eau. Les portes conservés sont de style almohade, malgré des caractéristiques de l'architecture classique que leur confèrent les restaurations effectuées au XVIIIe siècle.

## Histoire

### Construction durant la domination romaine antique
Les premières fortifications de la ville de Séville, qui s'appelait alors Hispalis, furent construites approximativement entre 68 et 65 av. J.-C. par les Romains, alors que Jules César était questeur de la ville, pour remplacer les palissades de bois carthaginoises. Protégées par des tours cyclopéennes, elles furent prolongées et perfectionnées par Auguste, la ville s'étant développée. Aucun vestige ne reste de ces premières murailles, dont les pierres ont été réutilisées à l'époque musulmane pour la construction de la muraille de l'Alcázar. Par la suite, entre le Ve et le VIIIe siècle, les Wisigoths modifièrent la zone sud-est de la muraille romaine.

### Extension duIXeauXIIesiècle
En 844, durant la domination musulmane, Séville, et avec elle ses murailles, fut rasée par les Vikings,. Abd al-Rahman II, quatrième émir omeyyade de Cordoue, les fit reconstruire. Elles furent à nouveau détruites, ainsi que leurs portes, sur ordre de son arrière-arrière-petit-fils, Abd al-Rahman III, huitième émir et premier calife omeyyade de Cordoue, en 913, dans le but d'affaiblir Séville afin d'éviter qu'elle ne fasse sécession de Cordoue, dont il avait fait la capitale d'al-Andalus. Certains historiens comme Juan de Mata Carriazo y Arroquia (es) pensent malgré tout que seules les portes furent abattues.

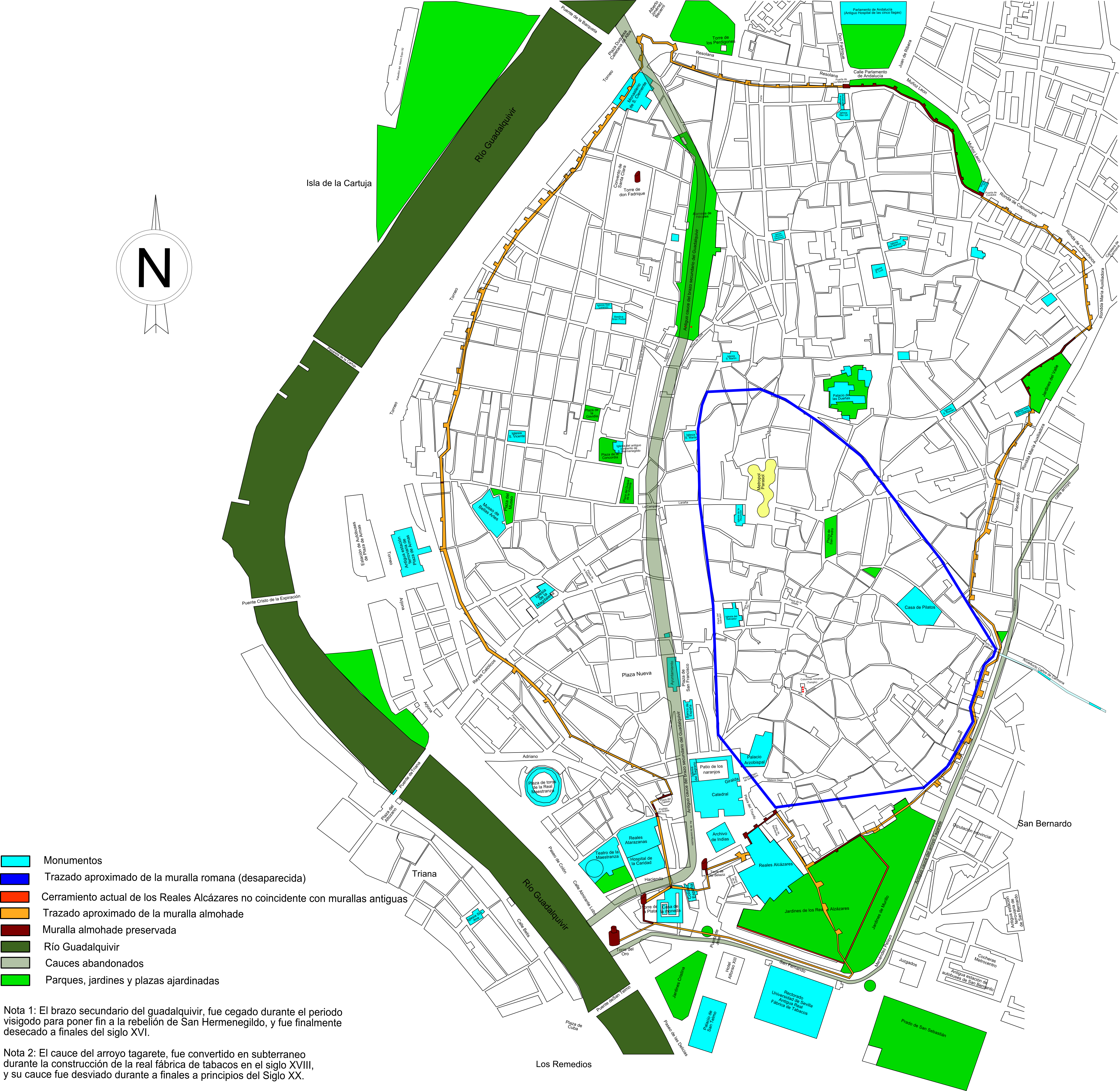
Carte des murailles de Séville au XVIIe siècle dessinées sur le plan actuel du centre historique de Séville. On y retrouve le tracé des murailles romaines ainsi que celui des murailles almohades. Les murailles existant encore au XXIe siècle sont tracées en brun.

En 1023, Abbad Ier, premier roi maure occupant la taifa de Séville, ordonna l'érection de nouvelles murailles pour protéger la ville des troupes chrétiennes. Ces murailles, probablement en terre, suivaient le tracé de l'ancienne enceinte romaine. Entre les XIe et XIIe siècles, après les batailles contre les rois Alphonse VI et Alphonse VII, notamment sous le règne du sultan almoravide Ali Ben Youssef, entre 1125 et 1134, l'enceinte fut étendue à près du double de sa surface, englobant ainsi les édifices, terrains, hameaux et exploitations agricoles se trouvant auparavant en dehors de l'enceinte primitive. De plus, un fossé fut creusé le long de la muraille. Ses successeurs, almoravides puis almohades, conscients des avantages remportés sur les rois chrétiens, s'appliquèrent à renforcer leurs défenses, donnant le jour à l'enceinte définitive. Une crue du Guadalquivir détruisit les murailles de l'ouest en 1200, motivant leur reconstruction. La dernière étape de l'édification de l'enceinte fortifiée eut lieu à la fin du règne almohade avec la construction de la tour de l'Or en 1220 et l'élévation de toutes les murailles à la même hauteur que le tronçon reconstruit le long du fleuve. À leur apogée, les murailles parcouraient alors 7 314 m, possédaient 166 tours, 13 portes et 6 guichets et entouraient une surface de 300 ha. Ainsi, l'enceinte fortifiée de Séville fut surtout l'œuvre des Almoravides, partiellement modifiée par les Almohades. Seuls les quartiers de Triana, de la Macarena et de Benaliofar (une série de palais du XIIe siècle, disparue depuis), se trouvaient extra-muros à cette époque.

### Les murailles après laReconquista:XIIIeauXVIesiècle
Ferdinand III de Castille, après la reconquête de la ville en 1248, ne toucha pas aux murailles almohades. Les monarques suivants prirent l'habitude, dans les cérémonies de Joyeuse Entrée, lorsqu'ils prêtaient le serment de respecter les coutumes de la ville, de prendre possession d'une des portes, de grande importance sociale ou stratégique, comme symbole de pouvoir. À la porte de la Macarena prêtèrent serment Isabelle Ire de Castille en 1477, Ferdinand II d'Aragon en 1508, Charles Quint et Isabelle de Portugal en 1526 et finalement Philippe IV d'Espagne en 1624. Philippe II d'Espagne prêta serment en 1570 à la porte Royale (puerta Real).
Durant le règne de Charles Quint fut entreprise une importante rénovation des portes et guichets des murailles. Ayant perdu leur importance militaire, plusieurs de ces accès furent transformés en sortes d'arcs de triomphe et furent agrandis, modifications rendues en outre nécessaire par l'expansion de la ville, afin de faciliter l'accès aux véhicules hippomobiles. Ces aménagements affectèrent la porte de Carmona, la porte de la Viande (puerta de la Carne), la porte Royale, la porte d'El Arenal, le guichet de l'Huile et le guichet du Charbon. Ce dernier fut déplacé à l'autre extrémité de la rue Santander et la porte de Triana, originellement sur la rue Zaragoza, fut reconstruite plus au nord-ouest, à son carrefour avec la rue San Pablo.

### Dernière période avant la disparition des murailles:XVIIeauXIXesiècle
Avec le temps, la fonction militaire des murailles perdit de son importance mais elles permettaient encore de réguler et de canaliser l'accès à la ville, ce qui conférait à leurs portes une fonction de douane. Elles facilitaient ainsi la perception d'impôts et de taxes comme l'alcabala ou le portazgo, qui s'appliquait alors aux personnes et aux marchandises en transit. Les murailles constituaient en outre une protection contre les crues du Guadalquivir et avaient également un rôle de barrière sanitaire, permettant le contrôle de certaines maladies. Une fois levée l'interdiction de construire le long des murailles, celles-ci servirent de support à de nombreuses maisons. De plus, à partir du XVIe siècle, certaines tours servirent d'habitations, surtout dans les environs de la Macarena,,.
Au XVIIIe siècle eurent lieu de nouveaux travaux d'aménagement des portes d'accès : la porte d'El Arenal fut reconstruite ; dans le flanc droit du guichet de l'Huile fut ouverte une petite chapelle, dans laquelle fut installé un retable baroque hébergeant une statue de l'Immaculée Conception, œuvre de Pedro Roldán ; finalement, la porte de San Fernando fut construite à la hauteur de la Fabrique royale de tabac. Un plan de la ville datant de 1771, œuvre de Pablo de Olavide, démontre qu'à cette époque la muraille du XIIIe siècle était encore totalement intacte.
En 1836, lors de l'invasion de l'Andalousie par les troupes carlistes, un fossé fut creusé autour de la muraille et un pont-levis installé à la porte de la Macarena pour protéger la cité.

### Destruction des murailles
Les murailles, au milieu du XVIIIe siècle, se trouvaient dans un état déplorable, abandonnées et en ruine à de nombreux endroits, notamment à cause des nombreuses crues du fleuve, ou volontairement percées à d'autres pour faciliter le passage des personnes ou de marchandises de contrebande. Ces situations fournissaient autant d'arguments pour les adeptes d'une démolition complète de l'enceinte et de certaines portes. À partir de 1859, le sujet fut intensivement débattu entre le conseil municipal (partisan de la démolition), la Commission des Monuments, l'Académie des Beaux-Arts et la Société Économique d'Amis du Pays (Sociedad Económica de Amigos del País). Il fut décidé de détruire partiellement l'enceinte en gardant le tronçon du secteur nord situé entre les portes de la Almenilla et de l'Ossuaire. La démolition débuta par les portes (et les pans de muraille adjacents), celles-ci gênant particulièrement les voies d'accès à la ville, empêchant ainsi leur croissance. Parallèlement, les édifices appuyés aux murailles furent soit rénovés, sauvant ainsi les tronçons concernés, soit détruits.
À la suite de la révolution de 1868, qui détrôna Isabelle II, un des premiers objectifs du nouveau gouvernement qui entra en fonction le 20 septembre 1868 fut l'éradication des portes de ville et des murailles, symboles de la répression. Il s'unit à l'aristocratie bourgeoise et marchande pour laquelle l'élimination de l'enceinte, et avec elle l'avènement de nouvelles possibilités de développement de la ville, présentait des avantages évidents. Dans cette période de vide administratif et institutionnel, les murailles purent alors être abattues sans que des institutions culturelles et autres organismes officiels ne puissent intervenir. En deux mois, plus de la moitié des portes encore existantes et une grande partie de la muraille furent partiellement détruites afin que toute possibilité de retour en arrière soit impossible. Ainsi, avant 1868 furent détruites six portes (les portes Royale, de San Juan, de la Barqueta, de la Viande, de Jerez et d'El Arenal) et le guichet du Charbon et, après 1868, six autres portes (les portes de Triana, de l'Ossuaire, de Carmona, de San Fernando, de Cordoue et du Soleil). On n'en retrouve que quatre dans la Séville du début du XXIe siècle : la porte de la Macarena (appelée également arc de la Macarena), la porte de Cordoue, le guichet de l'Huile (postigo del Aceite) et le guichet de la Tour de l'Eau. Trois tronçons de murailles furent en outre sauvés de la démolition : celui situé entre la porte de la Macarena et la porte de Cordoue et, avec lui, sept tours carrées et une octogonale (la tour Blanche), certains pans situés dans les jardins del Valle et le secteur de l'Alcázar. La tour d'Abd el Aziz, la tour de l'Argent et la tour de l'Or furent en outre conservées.

### Inscription comme Bien d'intérêt culturel
Ce ne fut qu'au début du XXe siècle qu'on prit conscience de la valeur historique et culturelle de la muraille de Séville. Le secteur des murailles de la Macarena fut déclaré Bien d'intérêt culturel le 20 janvier 1908. Néanmoins, plusieurs vestiges non protégés de l'ancienne enceinte furent encore détruits durant les décennies qui suivirent, rendant nécessaire une déclaration officielle de protection de la totalité de la muraille encore dressée. Un autre tronçon fut protégé le 4 juin 1931 et le reste entre le 29 juin et le 11 décembre 1985.

## Portes et guichets d'accès à la ville
L'accès à la ville se faisait principalement par les portes de ville et par les guichets, dont l'accès était codifié et limité. Seuls certains accès restaient ouverts la nuit, notamment les accès piétons. Certains étaient publics (appelés reales, royaux) et d'autres privés. La plupart des portes et guichets, d'origine almoravide ou almohade, fut restaurée voire transformée par les chrétiens, souvent au XVIe siècle. Elles furent ainsi adaptées à de nouvelles fonctions et embellies, ce qui leur donna leur aspect moins brut, plus décoré et élégant en leur conférant souvent un aspect d'arc de triomphe.

### Portes de ville
- Porte de la Almenilla (appelée également porte de la Barqueta ou porte de Vib-Arragel, du nom de son créateur). D'origine almoravide, elle se trouvait à la rue Blanquillo, au nord-ouest de l'enceinte. Directement touchée lors des crues du Guadalquivir, elle dut être plusieurs fois rénovée et réparée. Elle fut la première à être démolie, en 1858[3].
- Porte d'El Arenal (puerta del Arenal). D'origine almohade, totalement reconstruite en 1566 et rénovée en 1757, elle se situait à l'angle entre les rues Castelar et García de Vinuesa, au sud de l'enceinte. Elle restait ouverte la nuit.
- Porte de Carmona. D'origine almoravide et totalement reconstruite au XVIe siècle, elle fut détruite après la révolution de 1868. Elle se trouvait à l'angle entre les rues San Esteban et Navarros, à l'est de l'enceinte. Elle était reliée à l'aqueduc connu sous le nom de Caños de Carmona.
- Porte de la Viande (puerta de la Carne, car elle se trouvait à côté d'un abattoir), d'abord appelé porte de Vib-Ahoar, du nom de l'architecte qui l'édifia, puis porte des Perles, puis porte de la Juiverie (de la Judería), se trouvant proche d'une synagogue. D'origine almoravide, rénovée en 1696 et détruite en 1864, elle se trouvait à l'angle des rues Cano Cueto et Santa María la Blanca, au sud-est de l'enceinte. Elle faisait partie des portes ouvertes de nuit.
- Porte de Cordoue. D'origine almoravide, reconstruite au XVIe siècle et très peu modifiée depuis, elle montre encore l'aspect fermé et militaire des portes d'origine. Elle se trouve à l'angle entre les rues Puerta de Córdoba et Madre Dolores Márquez, au nord de l'enceinte.
- Porte de Jerez. Datant du califat de Cordoue, de style almohade, elle était située à l'extrémité occidentale de la rue San Gregorio, au sud de l'enceinte. Elle possédait deux tours et une herse qui furent démontées en 1836. La porte fut détruite en 1864.
- Porte de la Macarena (populairement appelée de nos jours arc de la Macarena et appelée à l'époque porte de la Campagne par les Arabes). D'origine almoravide et reconstruite en 1723 et en 1795, elle est la plus grande et se trouve à côté de la basilique de la Macarena, sur la rue Don Fadrique, au nord de l'enceinte.
- Porte de l'Ossuaire (puerta Osario), d'abord appelé porte de Aljar ou porte de Vib-Alfar, du nom de l'architecte almohade qui l'édifia. Elle se situait entre les rues Valle et Puñonrostro, à l'est de l'enceinte, et fut rénovée en 1578 et en 1849. Elle devait son nom à un cimetière situé non loin de là, extra-muros. Elle possédait une chapelle dédiée à la Vierge d'El Rocío. Elle fut détruite vers 1869, après de la révolution.
- Porte Royale (puerta Real, initialement appelée porte de Goles). D'origine almoravide et reconstruite en 1565, elle possédait deux niveaux : le premier était composé de deux pilastres soutenant une arche. Sur la corniche se trouvait le deuxième niveau, dont le fronton s'achevait par des pyramides. Deux chapelles se trouvaient à l'intérieur de la porte : une dédiée à la Vierge de miséricorde et l'autre au Christ de la rédemption. La porte se trouvait à l'angle entre les rues Goles et Alfonso XII, à l'ouest de l'enceinte. Le nom de Goles pourrait être une contraction d'Hercule, qui avait initialement une statue à son effigie sur l'arc avant la reconquête chrétienne, mais pourrait aussi être le nom d'une ferme des environs. La porte devint ensuite la porte Royale, pour certains à la suite du passage du roi Ferdinand III, pour d'autres après celui du roi Philippe II en 1570. La porte fut détruite en 1862 ; il ne reste qu'un fragment du mur almohade sur lequel elle s'appuyait.
- Porte de San Fernando, ou porte Neuve (puerta Nueva). Elle fut la dernière construite, en 1760 ; extra-muros, chaque côté de l'arche était décoré de deux colonnes de style dorique ; on retrouvait la même décoration intra-muros, mais avec des colonnes ioniques. Elle se situait sur la rue San Fernando, à la hauteur de la Fabrique royale de tabac. Sauvée de la démolition en 1864, elle fut détruite en 1868, après la révolution.
- Porte de San Juan, initialement appelée porte de l'Engin (puerta del Ingenio) en raison de sa proximité avec le quai de la Douane qui possédait, vraisemblablement depuis le XVe siècle, l'ingenio, une grue en bois munie d'une poulie qui servait à l'arrimage des navires[9]. Après la fermeture du quai en 1574, la porte prit le nom de l'église de San Juan de Acre située à proximité. D'origine almoravide, elle fut reconstruite en 1757, puis démolie en 1864. Elle était située entre les rues San Vicente et Torneo, à l'ouest de l'enceinte. Les tours situées entre la porte de San Juan et la porte de la Almenilla avaient la particularité d'être circulaires.
- Porte du Soleil (puerta del Sol). D'origine almoravide, elle fut transformée au XVIe siècle avant de tomber en ruine à la fin du XVIIIe siècle. Elle fut malgré tout la dernière porte détruite, en 1873[3]. Elle se situait au bout de la rue Sol, à l'est de l'enceinte. Elle devait son nom au soleil gravé sur son linteau vers 1595 afin de symboliser son ouverture vers le levant.
- Porte de Triana. D'origine almohade, elle était composée de trois arches, ce qui lui valut le nom de Trina ; en relation directe avec le quartier de Triana, elle prit abusivement son nom par la suite. Elle fut reconstruite plus au nord en novembre 1585, dans un style Renaissance, par Juan de Herrera, à l'angle entre les rues Zaragoza et Moratín (au sud-ouest de l'enceinte). Elle fut détruite après la révolution de 1868[2],[8].

### Guichets
- Guichet de l'Huile (postigo del Aceite). Son nom vient des entrepôts d'huile situés à côté de lui. Un arsenal se trouvant dans son voisinage au XIIe siècle, il était alors connu comme la porte des Bateaux (puerta de los Barcos). D'origine almoravide, très modifié depuis, il se trouve dans le quartier de l'Arenal, à l'angle entre les rues Arfe et Almirantazgo, au sud-ouest de l'enceinte. Il fut rénové en 1572 par Benvenuto Tortello. Une petite chapelle fut ouverte au XVIIIe siècle dans son flanc droit, dans laquelle se trouve un retable baroque abritant une icône de la Pura y Limpia Concepción del barrio del Arenal, la Pure Conception du quartier d'El Arenal, œuvre de Pedro Roldán.
- Guichet du Charbon (postigo del Carbón), originellement connu sous le nom de guichet des Porteurs d'Eau (postigo de los Azacanes), puis de guichet d'Or (postigo de Oro) et de guichet des Arsenaux (postigo de las Atarazanas). D'origine almoravide, il fut reconstruit en 1566 au bout de la rue Santander, au sud-est de l'enceinte, puis détruit après 1868. Il doit son dernier nom au fait que le charbon y était vendu.
- Guichet de la Feria, ou guichet des Ordures (postigo de la Basura). Il se trouvait au bout de la rue Feria, à l'angle avec la rue Bécquer, au nord de l'enceinte.
- Guichet du Savon (postigo del Jabón). Il était situé vers la rue Tintes, à l'est de l'enceinte.
- Guichet de San Antonio. Il était situé derrière le couvent de Saint-Antoine-de-Padoue, à la rue San Vicente, à l'ouest de l'enceinte.
- Guichet de la Tour de l'Eau (postigo de la Torre del Agua), également connu sous les noms de Guichet de l'Alcazar, de guichet de la Ruelle de la Judería et de guichet du Verger de la Retraite (postigo de la Huerta del Retiro). D'origine almohade, il remplaça la tour-porte califale et se trouve à la rue Judería, au sud de l'enceinte[2],[10].

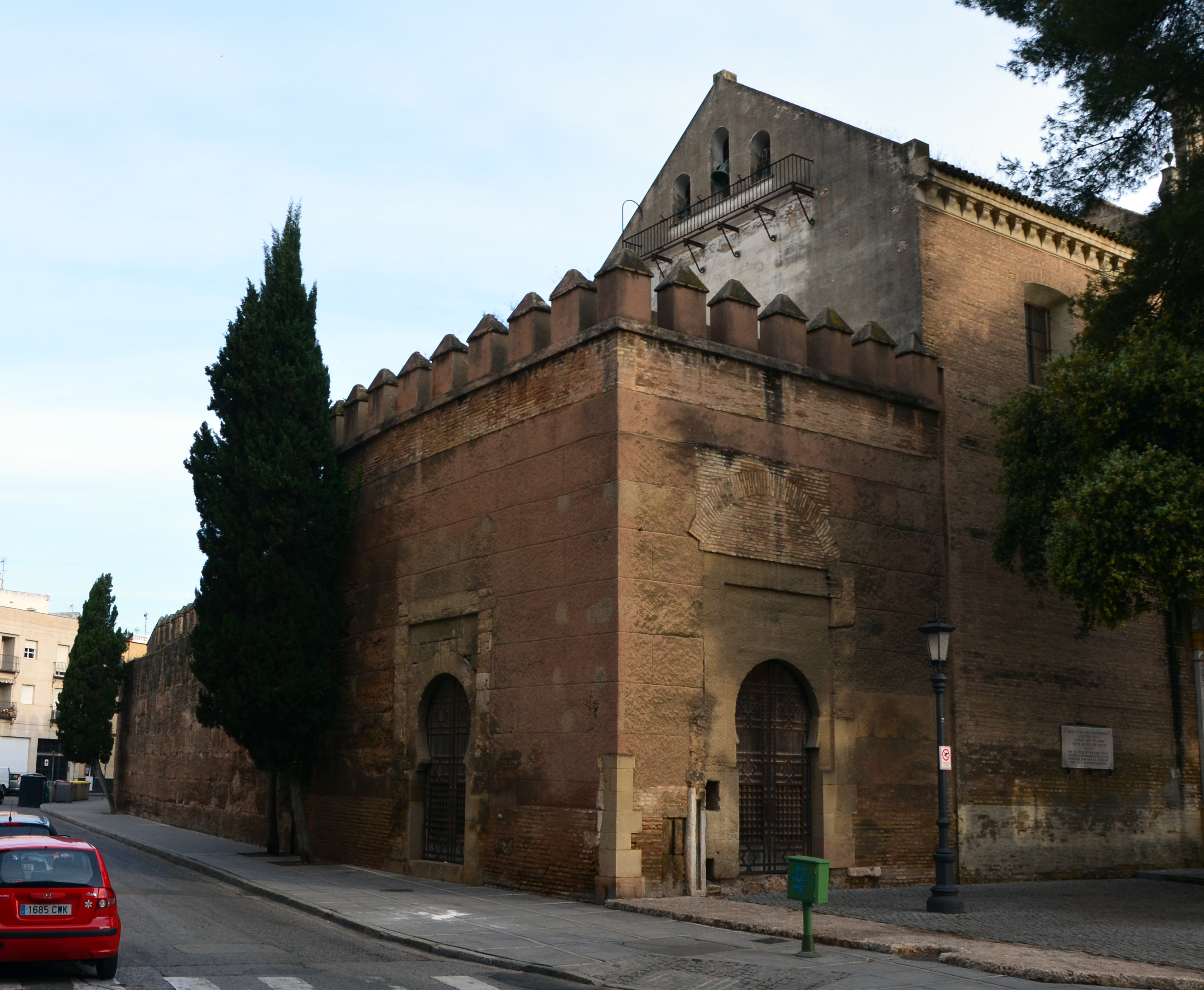
La porte de Cordoue.
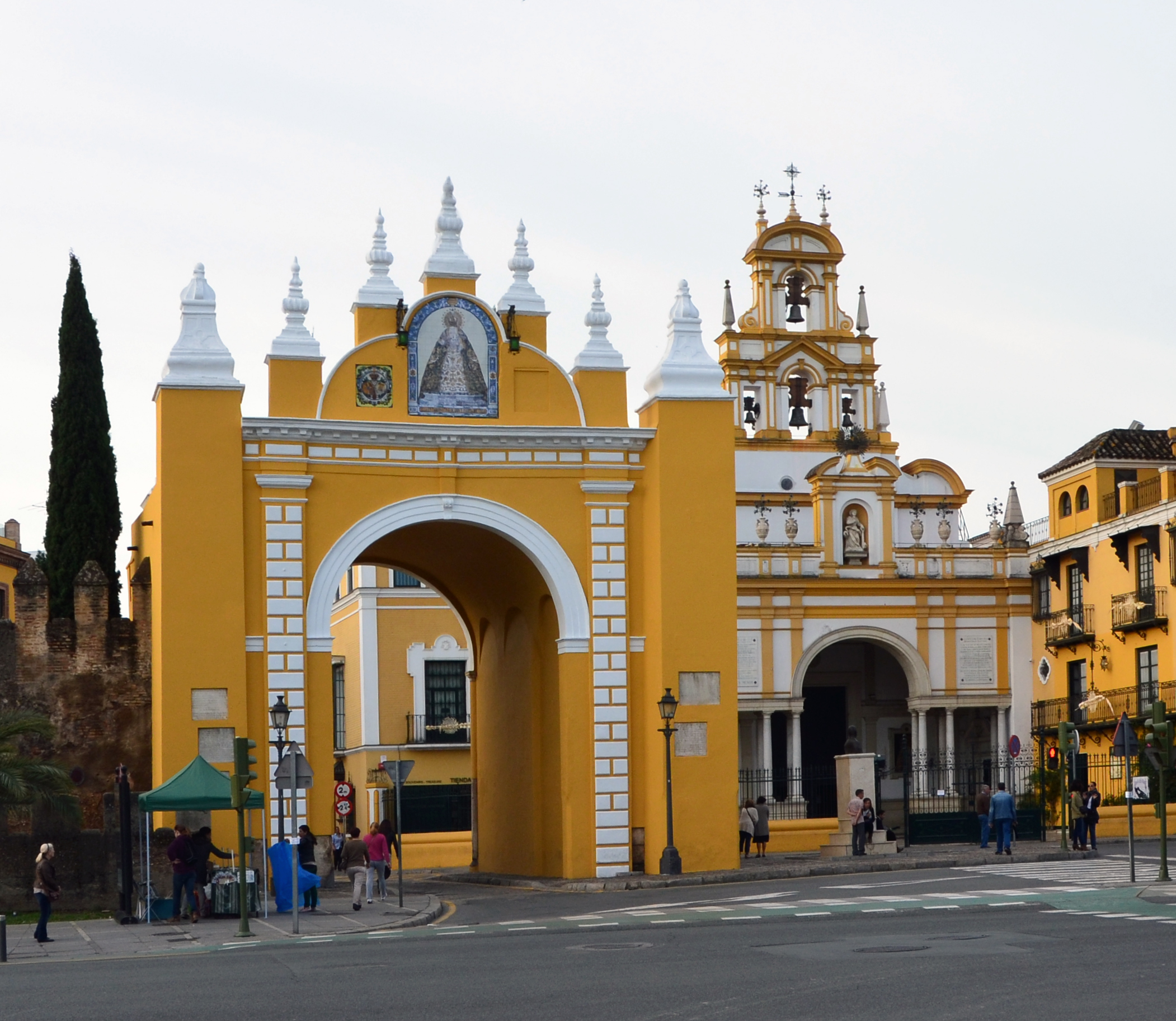
L'arc de la Macarena.
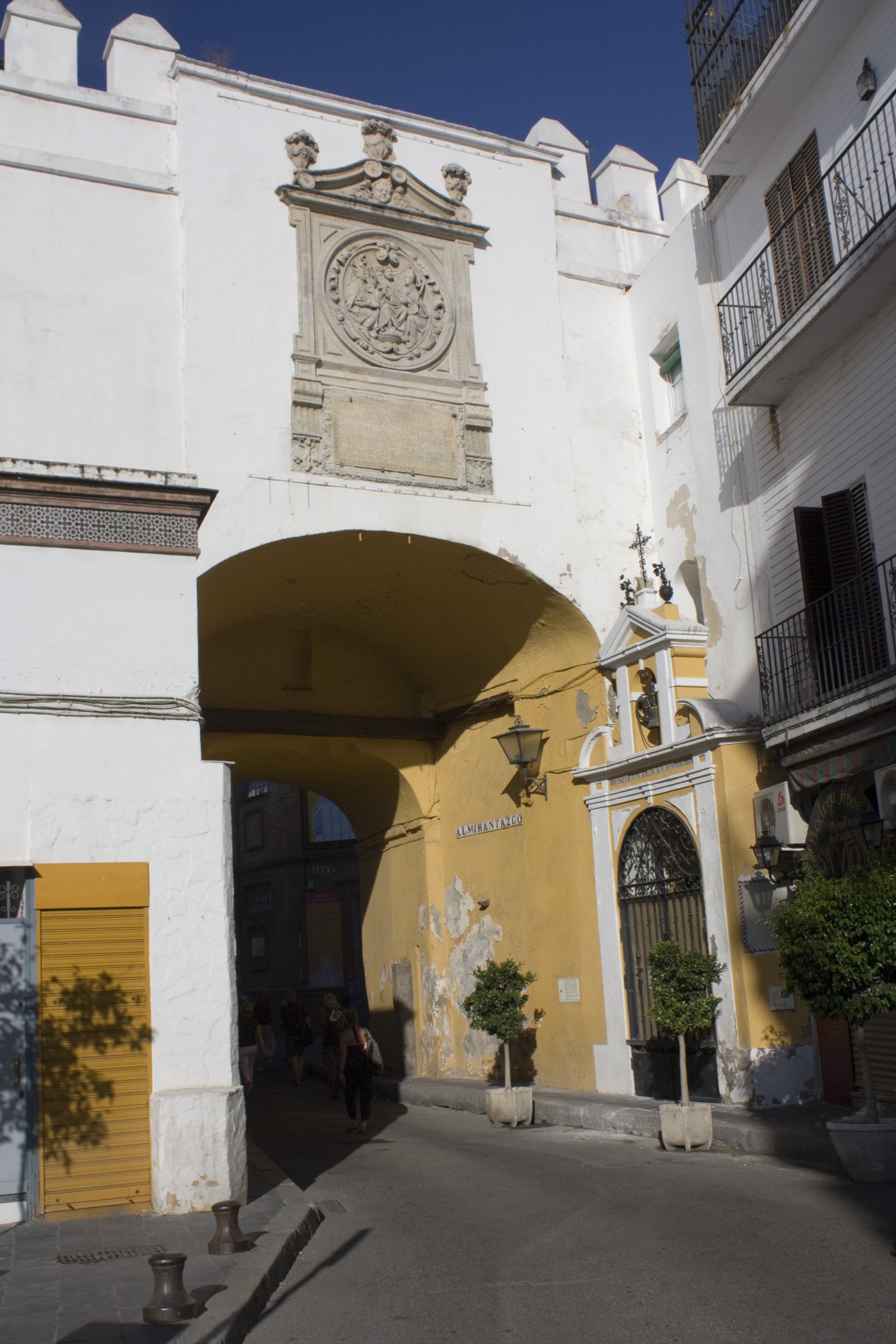
Le guichet de l'Huile.
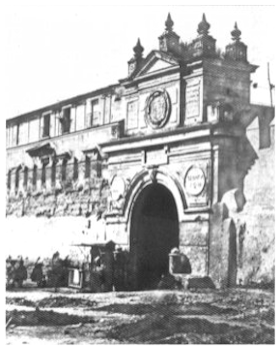
La porte de la Viande photographiée par calotype en 1850 par Joseph Vigier (1821-1894).
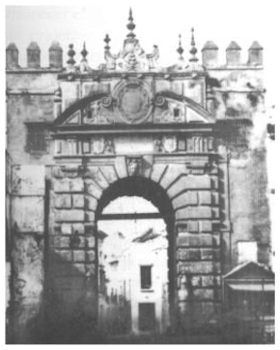
La porte de Carmona photographiée par calotype en 1850 par Joseph Vigier.
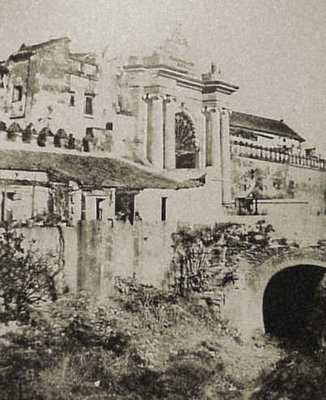
La porte de Jerez photographiée par calotype en 1850 par Joseph Vigier. On aperçoit en outre, à droite, le pont sur la rivière Tagarete.
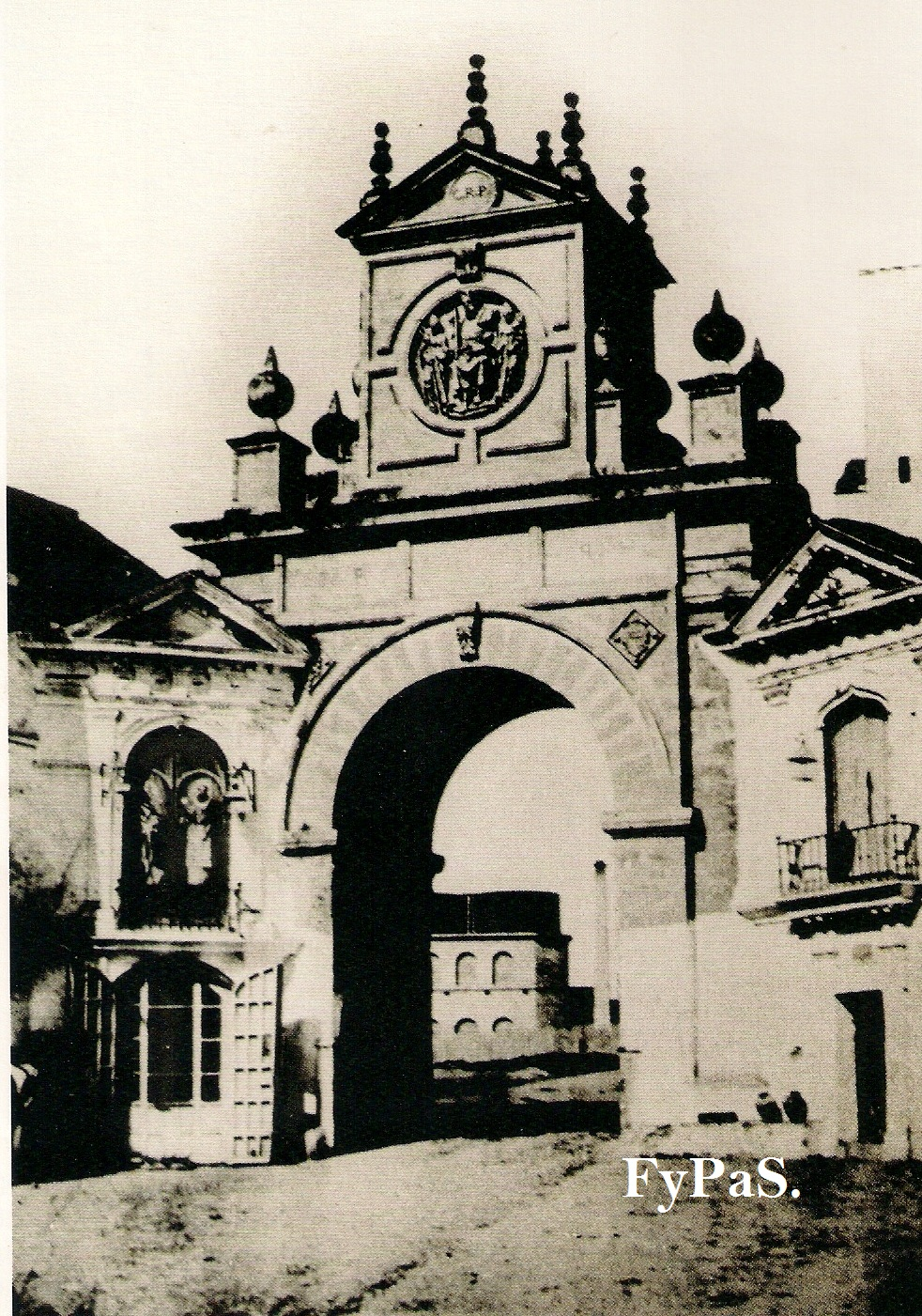
La porte Royale photographiée par calotype en 1850 par Joseph Vigier.
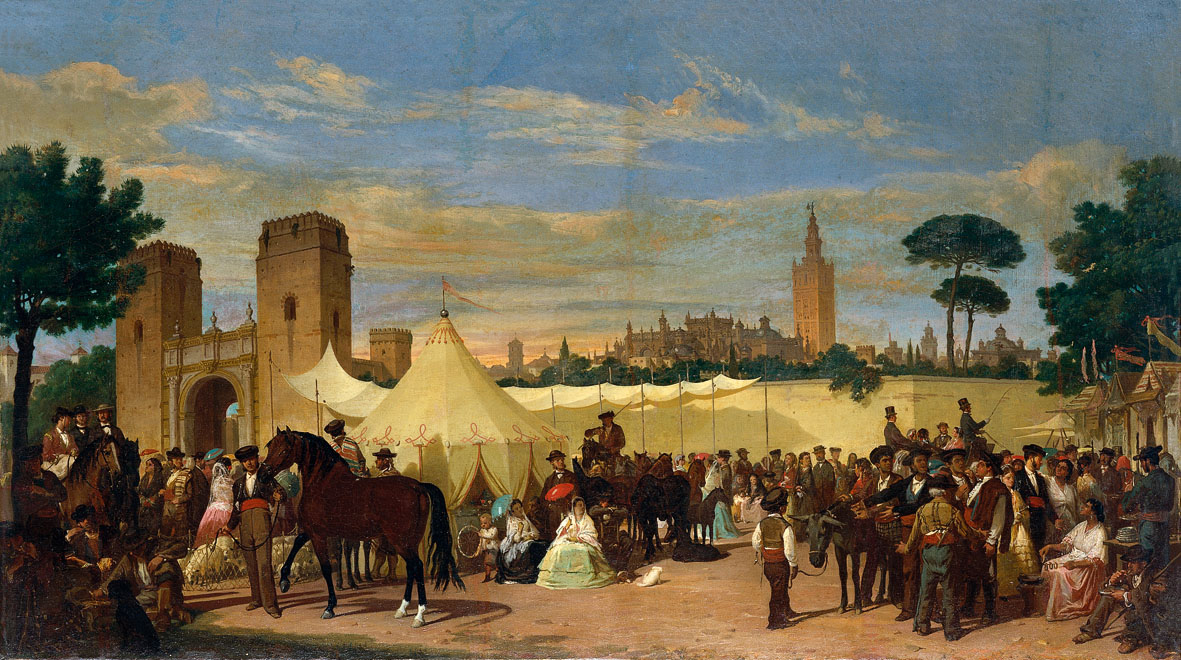
La Feria de Sevilla, tableau de Joaquín Domínguez Bécquer (1817-1879) montrant la porte de San Fernando.
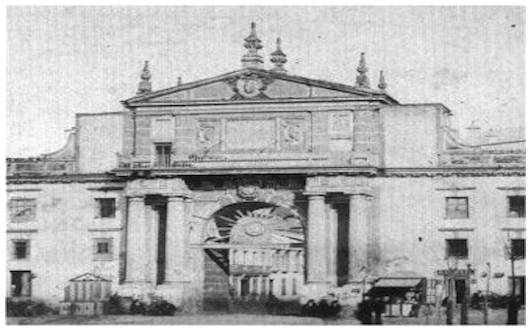
La porte de Triana photographiée en 1858 par Louis Léon Masson (impression à l'albumine).
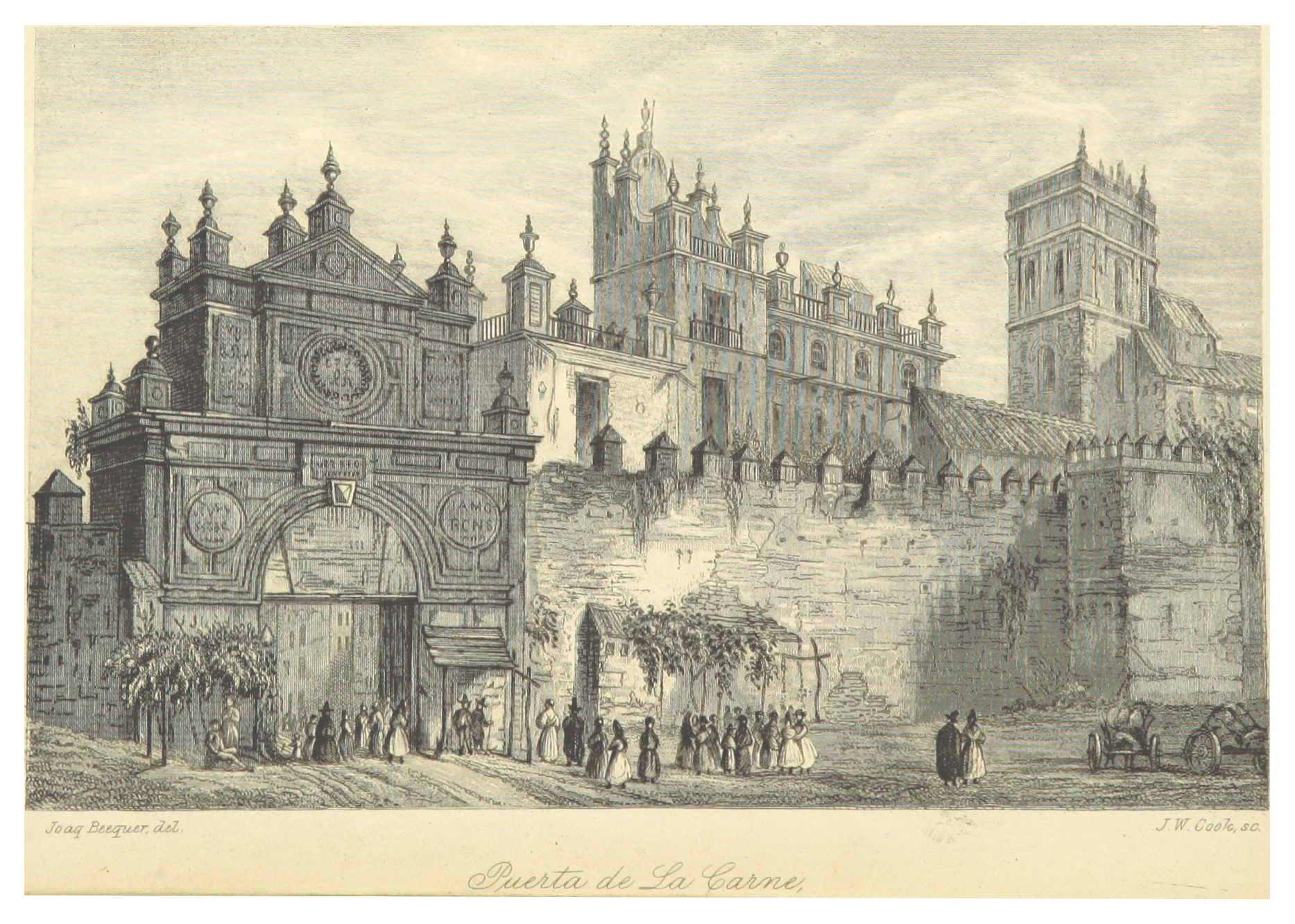
Puerta de la Carne en 1840.
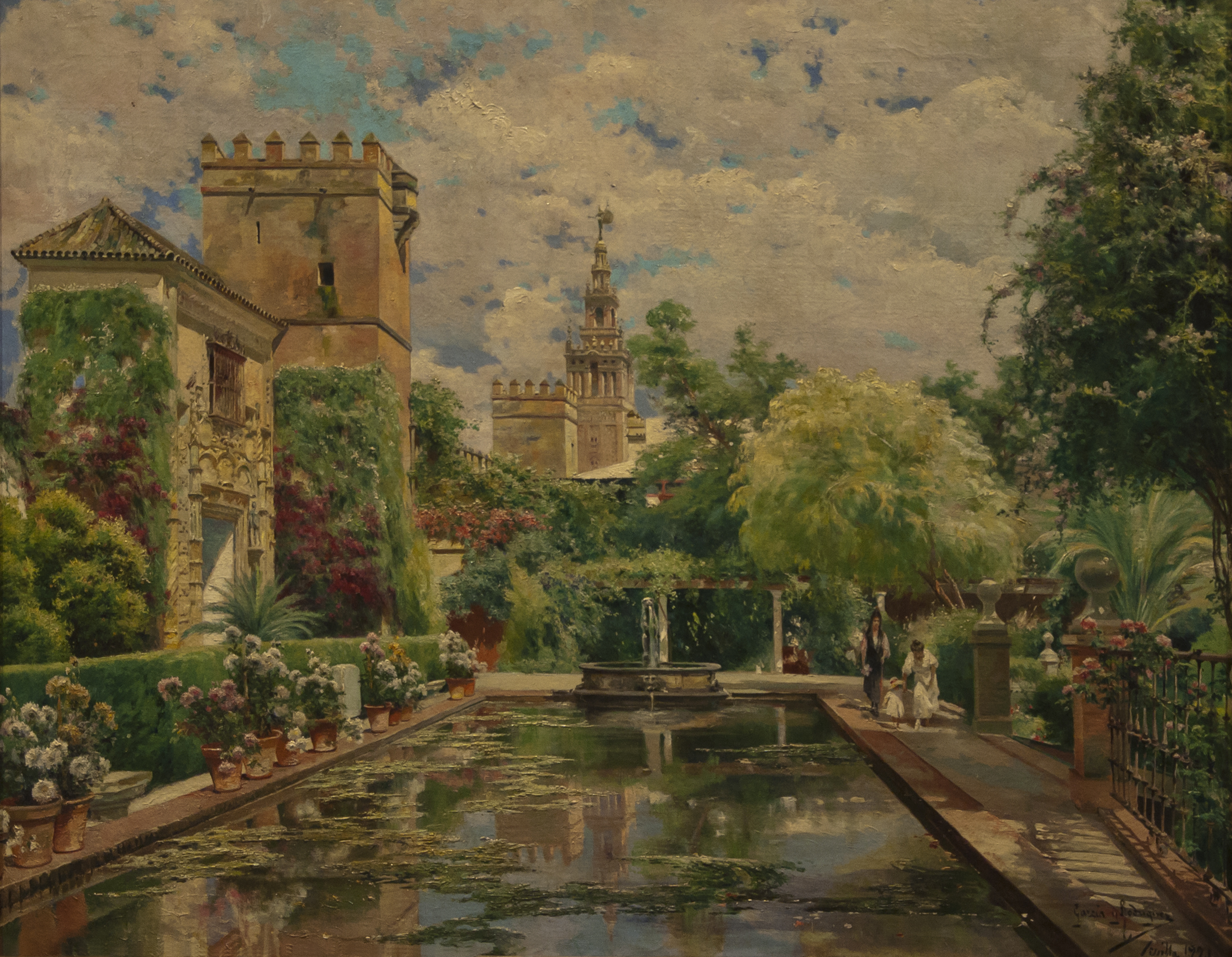
Jardines del Alcazar de Sevilla, toile de Manuel García y Rodríguez (1863-1925). Le guichet de la Tour de l'Eau y est visible à gauche.

## Tours
Une grande majorité des tours possédaient une base rectangulaire d'une largeur de 4 m et dépassaient l'extérieur de la muraille de 4,5 m. Il s'en dressait approximativement une tous les 40 m. Les tours furent construites en suivant la technique du pisé, avec des angles en pierre de taille et des ouvertures décorées de rangées de briques massives fixées au mortier de chaux. Massives jusqu'au chemin de ronde qui les traversaient, elles se terminaient par une terrasse protégée par un parapet crénelé, à laquelle on accédait par un escalier. À 3 m devant la muraille proprement dite se trouvait la barbacane. Des exemples bien conservés se trouvent au nord de l'enceinte, sur le tronçon dit de la Macarena.
De grandes tours furent placées dans des zones stratégiques, notamment le long du Guadalquivir et furent reliées à l'enceinte principale par des pans de muraille appelés corachas (es). Une de ces corachas allait de l'Alcázar à la tour de l'Or (construite par les Almohades entre 1220 et 1222) en passant par la tour d'Abd el Aziz et la tour de l'Argent. Contrairement à la plupart des tours, ces trois dernières n'ont pas une section rectangulaire : la tour d'Abd el Aziz, située à l'angle entre la rue Santo Tomás et l'avenue de la Constitución, est de section hexagonale ; la tour de l'Argent, située sur la rue Santander, est octogonale et la tour de l'Or, sise à la rue Almirante Lobo, au bord du canal Alphonse-XIII, est de section dodécagonale. Le pan de la coracha situé entre la tour de l'Or et la tour de l'Argent fut démoli en 1821 à la demande du maire de l'époque, José Manuel Arjona, afin de créer un grand passage le long de la rive gauche du fleuve. Une autre tour, la tour Blanche, située dans la muraille nord, à l'est de la porte de la Macarena, possède une base octogonale irrégulière. En outre, les tours situées entre la porte de San Juan et la porte de la Almenilla, dont plus aucune ne subsiste, étaient circulaires,.

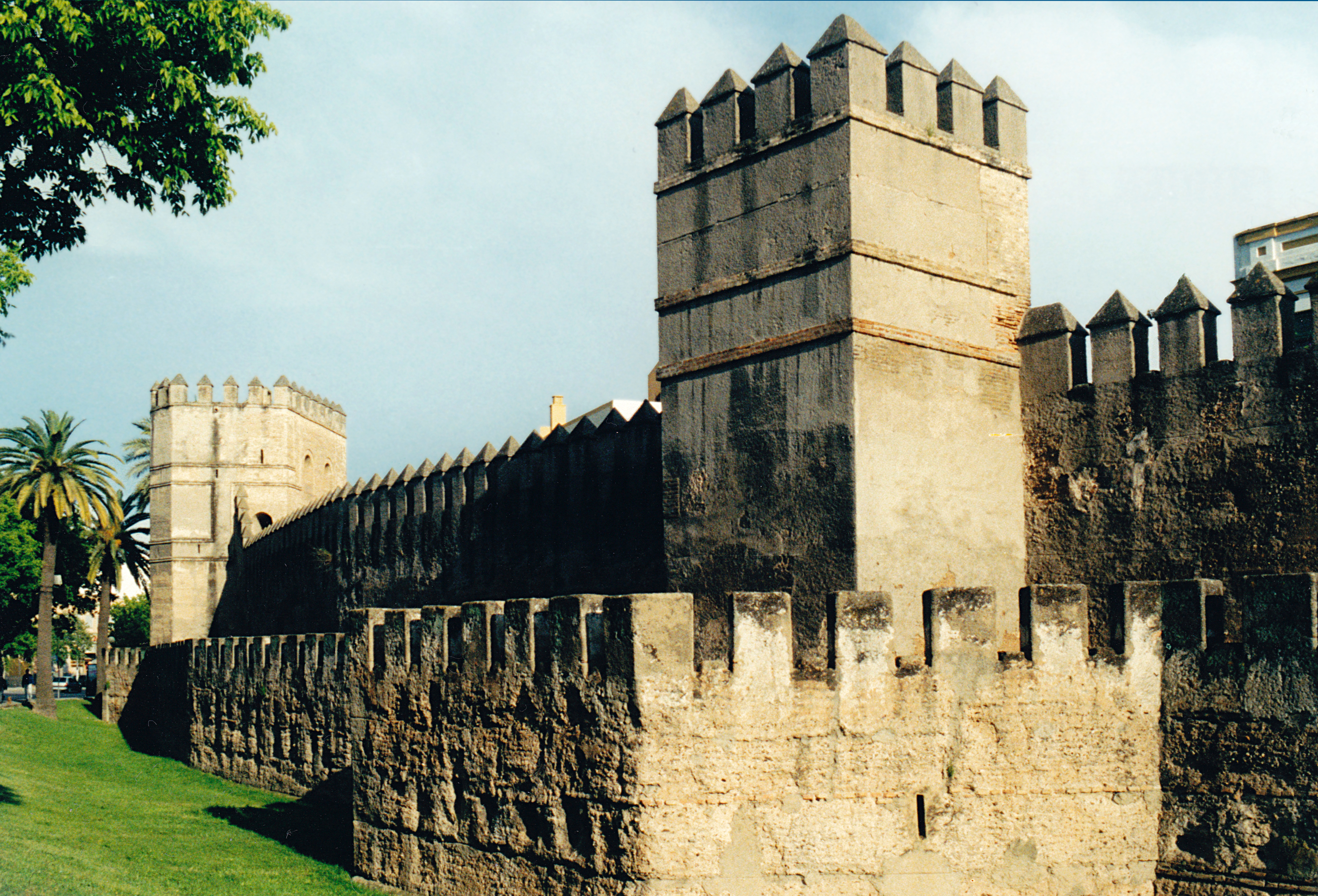
Une tour rectangulaire du tronçon de la Macarena, ainsi que la barbacane. Au second plan se trouve la tour Blanche.
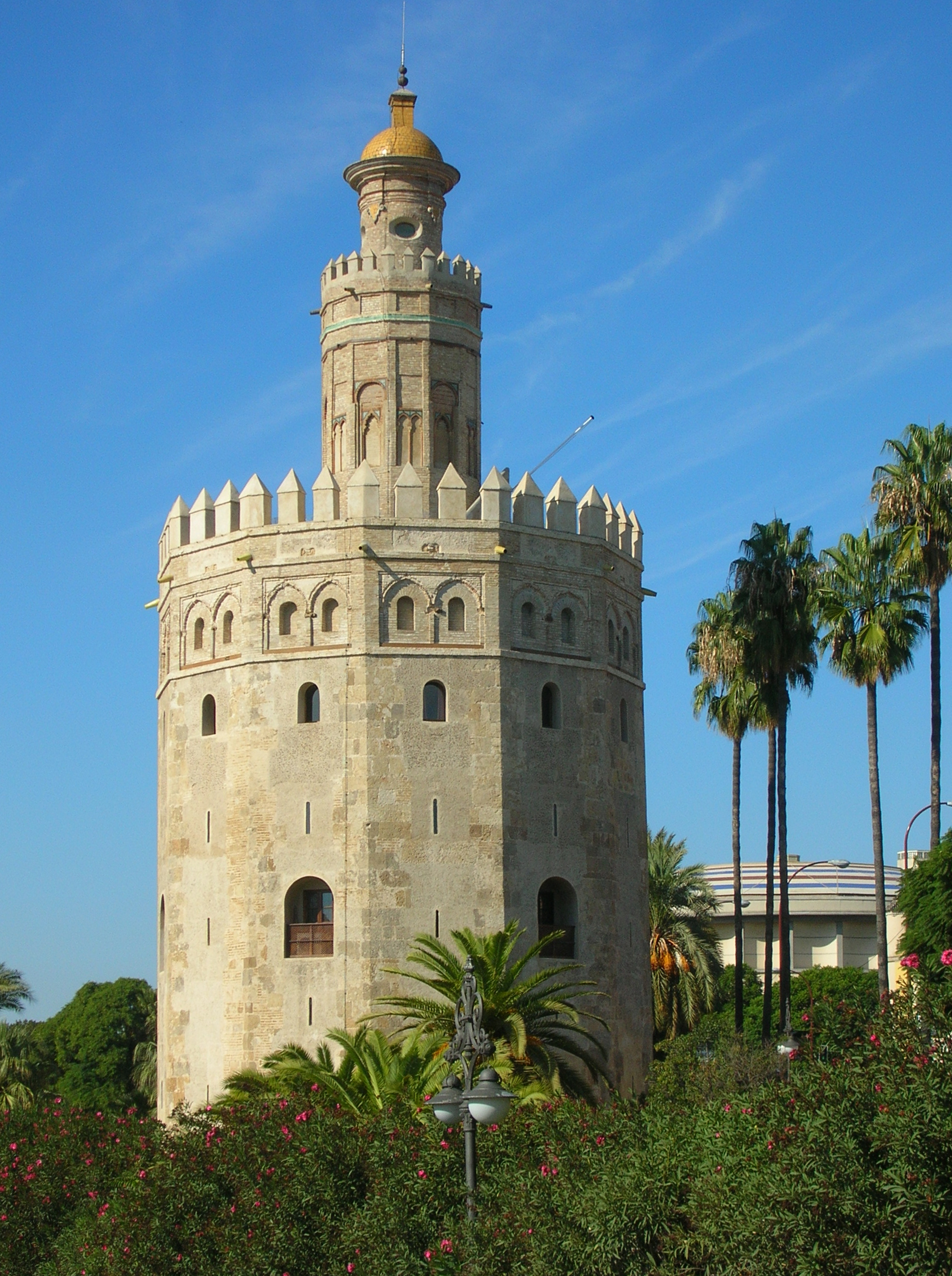
La tour de l'Or.
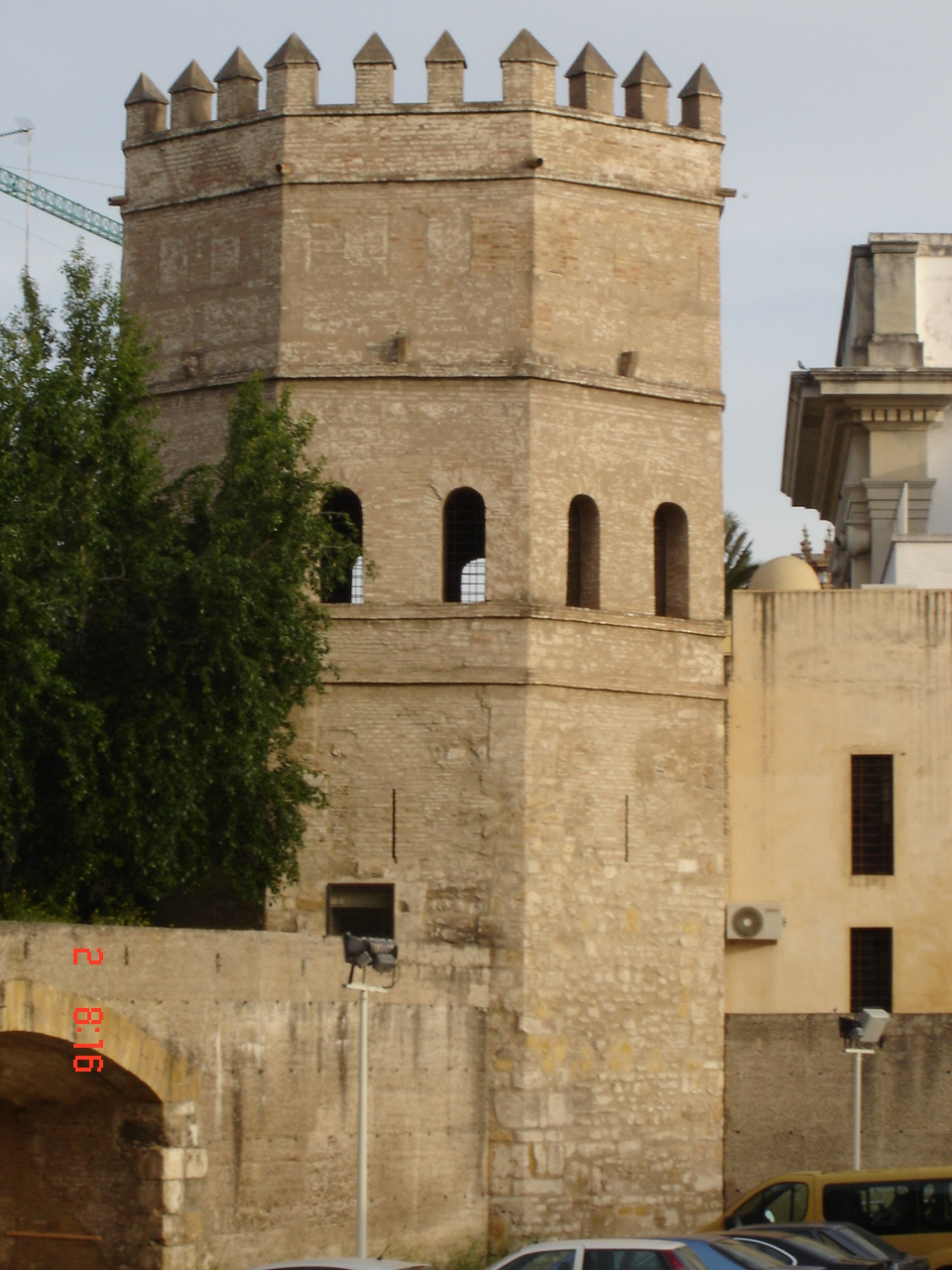
La tour de l'Argent.
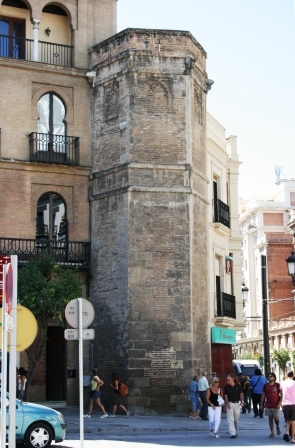
La tour d'Abd el Aziz.
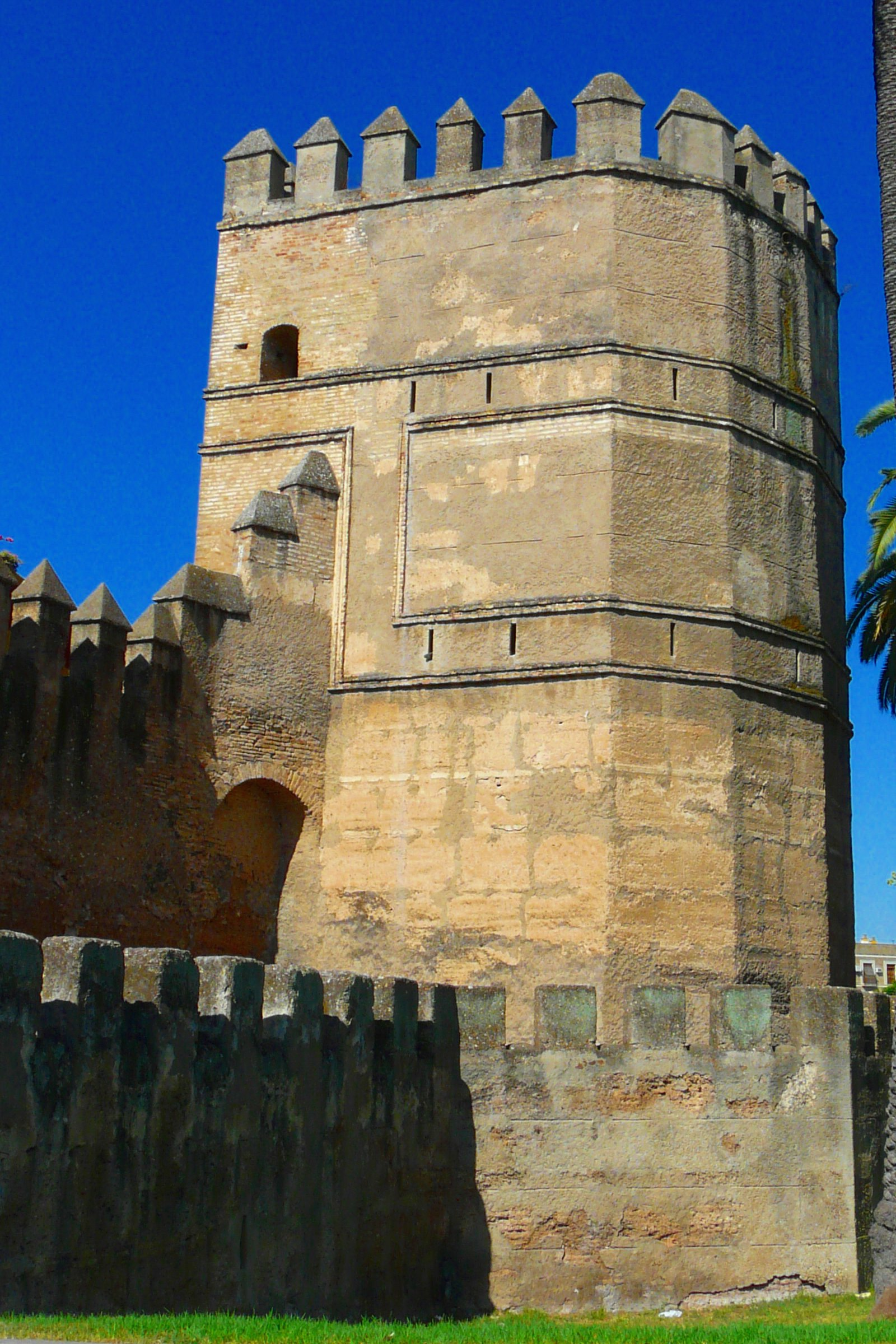
La tour Blanche dans les murailles de la Macarena, au nord du quartier de San Gil.

## Tronçons préservés de la muraille

### Tronçon entre la porte de la Macarena et la porte de Cordoue
Il longe le nord du quartier de San Gil. C'est le tronçon le plus long et le mieux conservé, malgré deux guichets ouverts en 1911 à la demande de l'Académie royale d'histoire pour en faciliter l'accès. Ce tronçon englobe les portes de la Macarena et de Cordoue (cette dernière, annexée à l'église de San Hermenegildo (es), étant la mieux préservée de l'époque califale) et plusieurs tours, dont la tour Blanche.

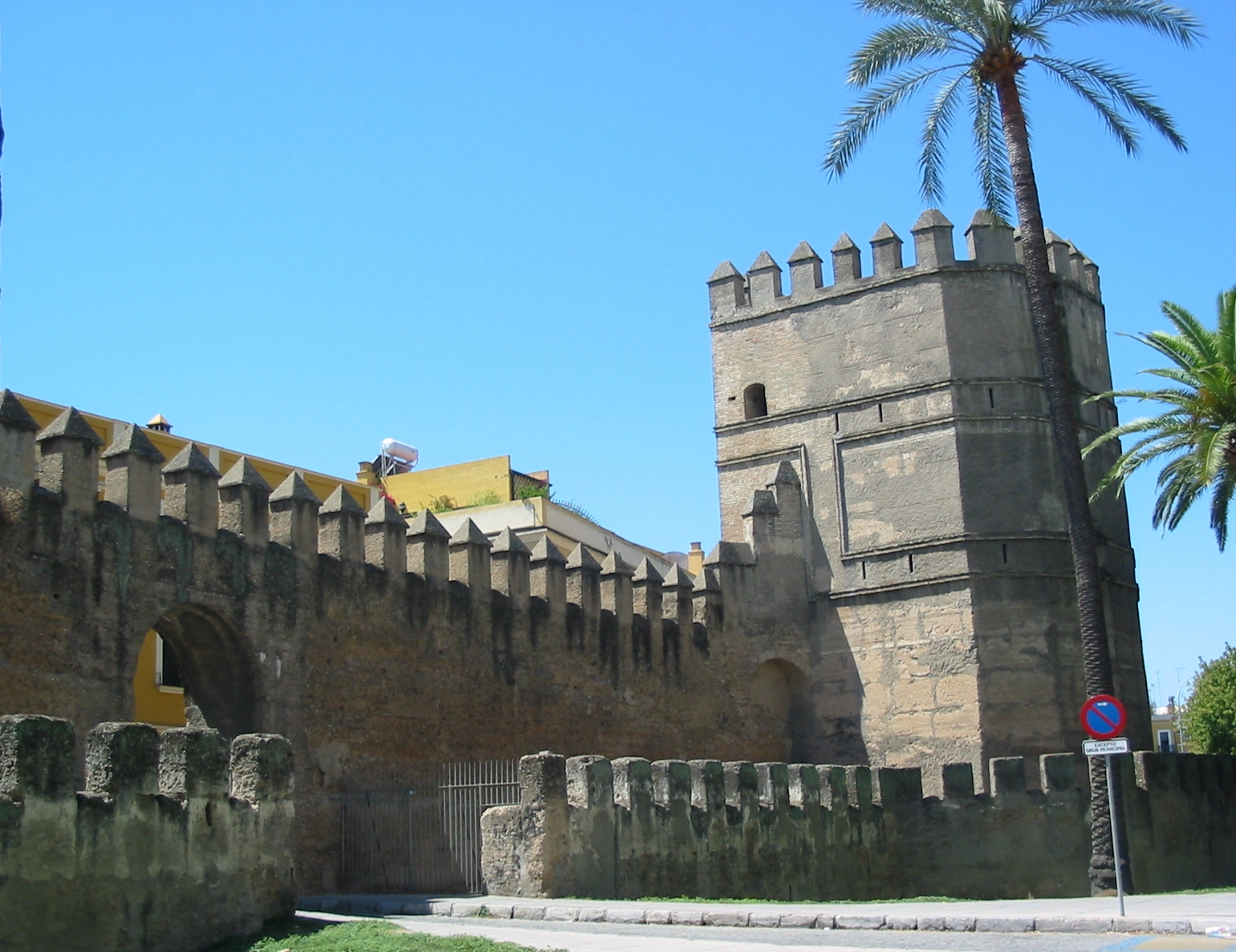
Les murailles de la ville au nord du quartier de San Gil et la tour Blanche. On remarque un des deux guichets ouverts en 1911 pour favoriser la communication entre les deux côtés de la muraille.
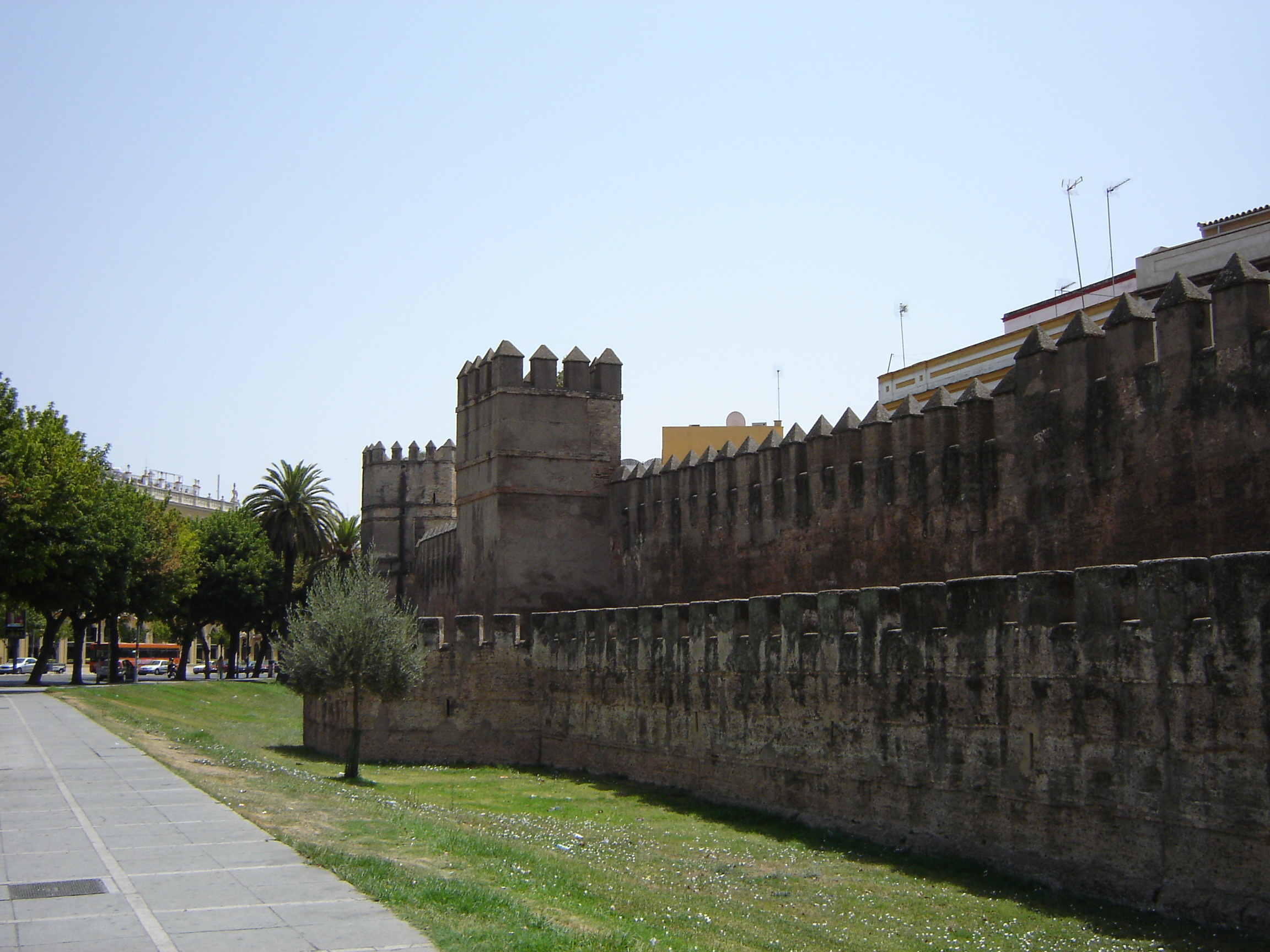
Murailles et tours au nord du quartier de San Gil.

### Tronçon des jardins del Valle
C'est le deuxième tronçon le plus long. Il fut longtemps dissimulé à l'intérieur du couvent del Valle, appartenant à l'ordre des Franciscains avant que l'édifice ne soit acheté par la marquise de Villanueva qui le transforma en un collège de religieuses du Sacré-Cœur au XIXe siècle. Il fut détruit au milieu du XXe siècle et le terrain fut converti en un jardin connu depuis sous le nom de jardins del Valle depuis lequel la muraille est visible.

### Murailles de l'Alcázar
Il y a trois types de murailles à l'Alcázar de Séville :
- La muraille en pierre de taille, probablement récupérée de la muraille romaine primitive[3], visible dans la zone de la porte du Lion, l'entrée principale touristique de l'Alcázar.
- Les zones en pisé réalisées par les Almohades. Certaines sont visibles, comme dans les rues Judería et Agua, et d'autres dissimulées par les bâtiments de la rue San Fernando, notamment dans l'édifice occupé par le restaurant Oriza[3]. Parallèlement à la muraille actuelle de l'Alcázar se trouve un tronçon de la muraille dont les restes furent mis au jour durant les travaux de construction de la ligne 1 du métro avant d'être à nouveau enterrés[13].
- D'autres murs construits postérieurement et qui séparent les jardins de l'Alcázar des jardins de Murillo.

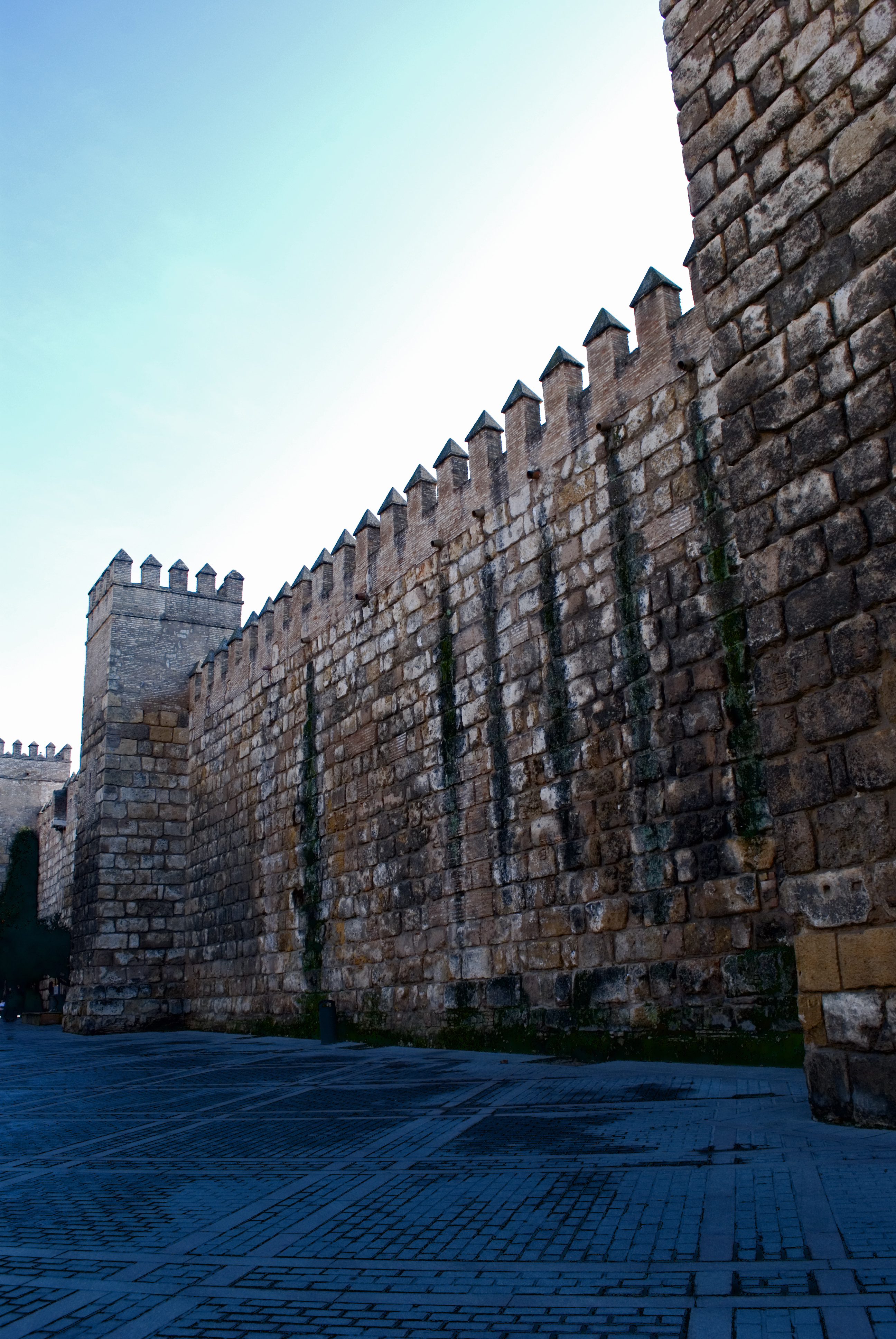
Pan de la muraille de l'Alcázar[Note 2].
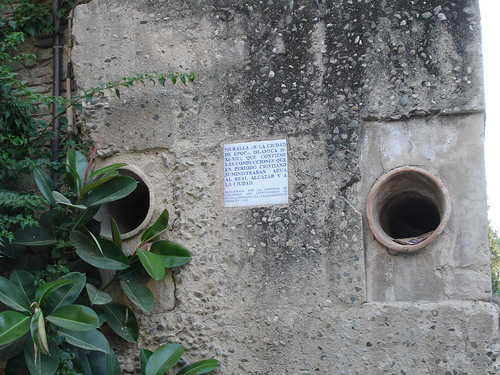
Les conduites d'eau dans les murailles proches de l'Alcázar.
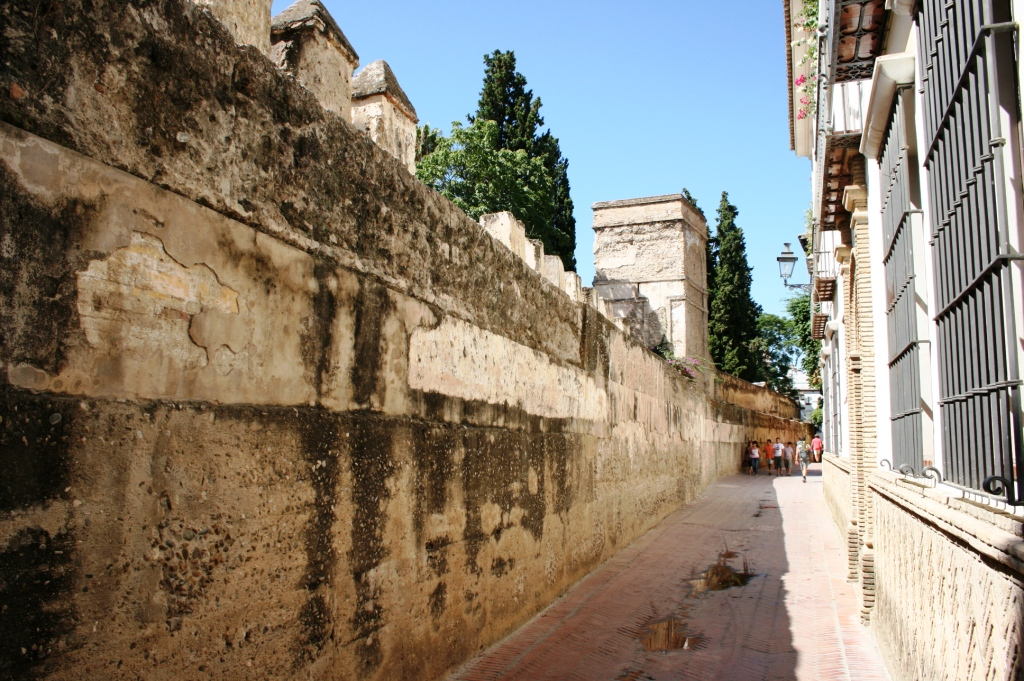
La rue Agua (intramuros), aux alentours de l'Alcázar.

### Tronçon uni à la Tour de l'Argent
Sur ce tronçon se trouve encore une courte portion du guichet du Charbon et un pan de la muraille qui unissait la tour de l'Argent et la tour de l'Or. Il se trouve dans une zone où furent découvertes en 2012 les ruines d'une tour datant de la fin du XIe ou du début du XIIe siècle.

### Autres tronçons
Un pan très court est visible à l'intérieur du local commercial de l'édifice situé à côté de la tour d'Abd el Aziz. Un court tronçon de 50 m inclus dans un édifice moderne est visible depuis la plaza del Cabildo, juste à l'ouest de la cathédrale. Un autre émerge dans la zone de l'ancienne porte de Carmona. Un pan de muraille qui flanquait la porte Royale existe encore, enchâssé entre deux bâtiments modernes. En outre, de nombreux édifices de Séville dissimulent des tronçons de la muraille almoravide, contre laquelle ils ont été bâtis au fil des siècles. De nouveaux pans sont encore régulièrement découverts, notamment à l'occasion de recherches archéologiques ou de travaux de rénovation, comme ce fut le cas à la fin du XXe siècle sur le tronçon entre la porte de Triana et la porte de San Juan.

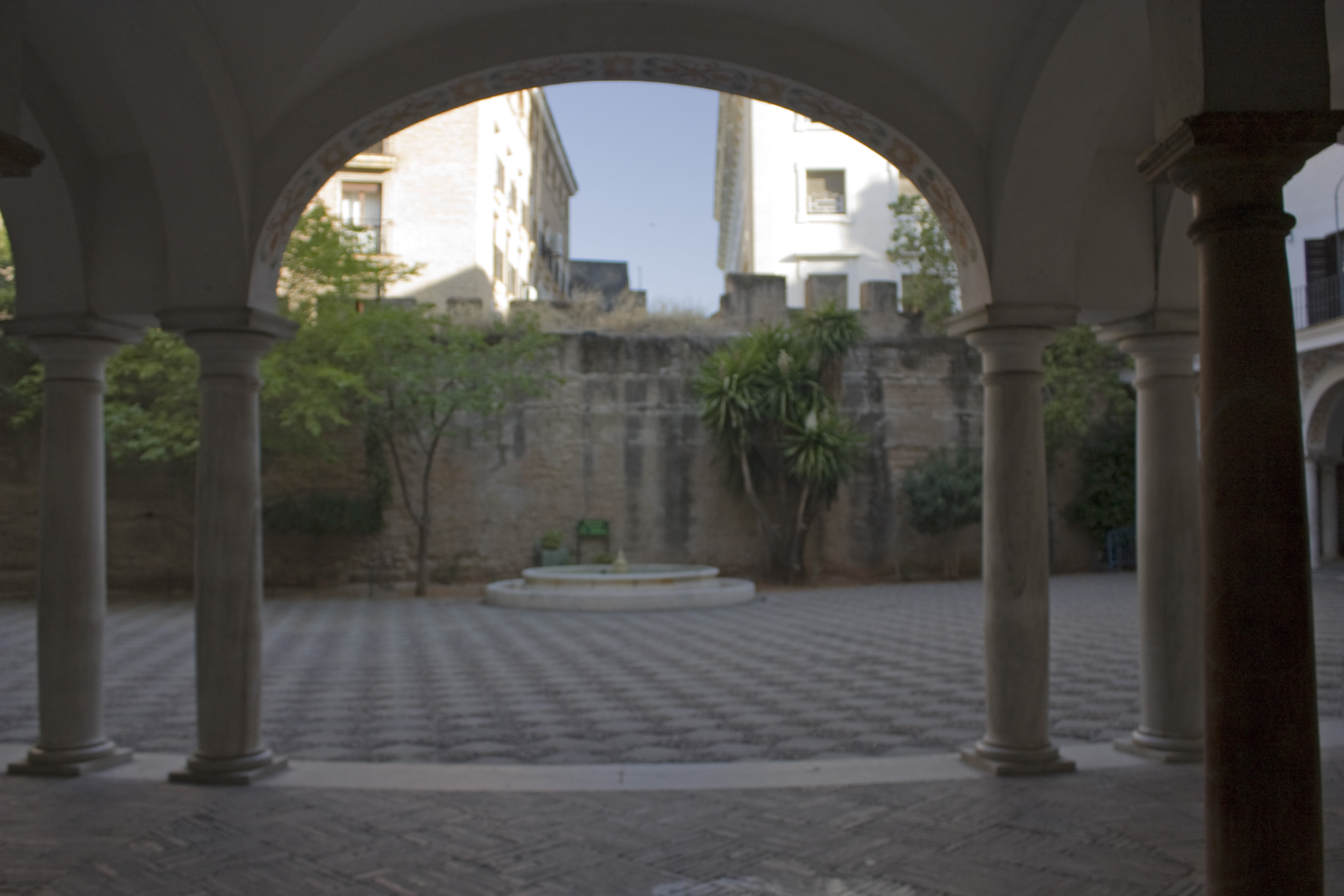
Pan de muraille visible sur la plaza del Cabildo.
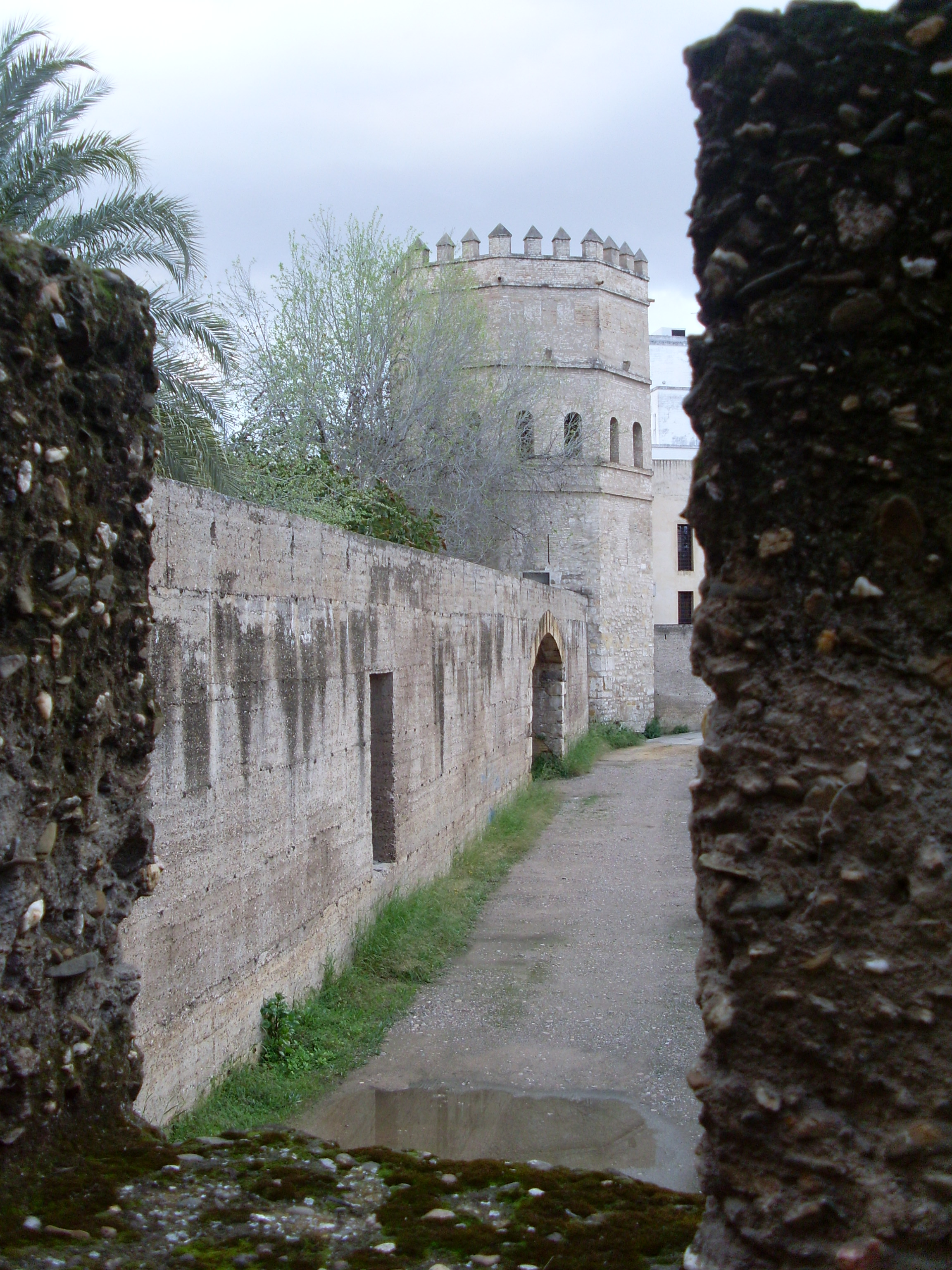
Le tronçon préservé de la muraille à côté de la tour de l'Argent.